# Марк Фослій Флакцінатор (великий понтифік)
Марк Фослій Флакцінатор (лат. Marcus Foslius Flaccinator; 420 рік до н. е. — ?) — політичний діяч ранньої Римської республіки, великий понтифік з 390 року до н. е.

## Життєпис
Належав до патриціанського роду Фосліїв. Народився у Римі у родині Марка Фоллія Флакцінатора, військового трибуна з консульською владою (консулярного трибуна) 433 року до н. е. Спираючись на підтримку своєї родини у 390 році до н. е. (втім можливо це сталося до 397 року до н. е.) Марк Фоллій Флакцінатор-син домігся обрання себе великим понтифіком. Стосовно діяльності та подальшого його життя немає жодних відомостей.

## Родина
- Марк Фослій Флакцінатор
- Гай Фослій Флакцінатор